# Almir Mavignier
Almir Mavignier, nascido Almir da Silva Mavignier (Rio de Janeiro, 1 de maio de 1925 - Hamburgo, 3 de setembro de 2018) foi um pintor e artista gráfico alemão de origem brasileira. É conhecido internacionalmente como um representante artístico de Arte concreta, Op art e como artista comercial.

## Vida e trabalho
Almir Mavignier se formou no colegial em 1946 e estudou pintura com Árpád Szenes no Rio de Janeiro. Em 1949, fez sua primeira abstrata. Em 1951 realizou sua primeira exposição individual no Museu de Arte Moderna de São Paulo (MAM-SP). No mesmo ano ele se mudou para Paris. De 1946 a 1951 foi diretor e co-fundador do atelier de pintura no Centro Nacional de Psiquiatria Pedro II do Engenho de Dentro, no Rio de Janeiro.
A partir de 1952, dedicou-se às suas pinturas de arte concreta. Em 1953 ele foi para Ulm e estudou lá até 1958 no College of Design em Ulm no Departamento de Design Visual com Max Bill e Josef Albers. Em 1954 ele criou seu primeiro "point pictures", em 1955, seu primeiro "Rasterstrukturen". A partir de 1956, ele criou as imagens de arte óptica, de 1957 ele também pintou quadros monocromáticos. A partir de 1958, ele trabalhou em conjunto com os artistas do grupo "ZERO". Em 1959 ele fundou seu próprio estúdio em Ulm e trabalhou como designer gráfico freelancer. Em 1960/1961 foi co-organizador e curador da exposição "Neue Tendenzen" em Zagreb. Em 1964 foi participante da documenta III em Kassel. Em 1965, Mavignier recebeu a nomeação como professor de pintura na Staatliche Hochschule für Bildende Künste em Hamburgo. Ele fundou seu estúdio em Hamburgo em 1968. No mesmo ano, foi convidado para documentar pela segunda vez como participante da documenta.
Mavignier também atuou em gráficos de cartazes, criando mais de 200 pôsteres, principalmente para exposições artísticas e culturais.